# Uncut Gems
Uncut Gems (bra: Jóias Brutas) é um filme americano dos gêneros policial e suspense de 2019 dirigido pelos irmãos Josh e Benny Safdie e estrelado por Adam Sandler, Kevin Garnett, Idina Menzel, Lakeith Stanfield, Julia Fox, Eric Bogosian e Abel Tesfaye.
O filme foi exibido pela primeira vez em 30 de agosto de 2019, no Festival de Cinema de Telluride, e lançado nos cinemas de todo território dos Estados Unidos em 25 de dezembro de 2019 pela produtora A24. Uncut Gems recebeu diversos elogios da crítica pelo seu roteiro, direção, fotografia, e pela atuação de Adam Sandler. Foi escolhido pela National Board of Review como um dos dez melhores filmes do ano, com Sandler sendo escolhido como melhor ator.

## Enredo
Howard Ratner (Adam Sandler), um joalheiro e viciado em apostas esportivas, deve encontrar uma maneira de pagar suas dívidas antes que seja tarde demais.

## Elenco
- Adam Sandler como Howard Ratner
- Julia Fox como Julia
- Kevin Garnett como ele mesmo
- The Weeknd como ele mesmo
- Idina Menzel como Dinah Ratner
- Paloma Elsesser como Kat
- Lakeith Stanfield como Demany
- Eric Bogosian como Arno
- Keith Williams Richards como Phil
- Judd Hirsch como Gooey
- Mike Francesa como Gary
- Noa Fisher como Marcel
- Pom Klementieff como Lexus

## Produção
Foi anunciado em maio de 2016 que os irmãos Josh Safdie e Benny Safdie dirigiriam o filme, a partir de um roteiro que escreveram juntos com o roteirista Ronald Bronstein, com Emma Tillinger Koskoff e Martin Scorsese como produtores executivos, e Elara Pictures e RT Features produzindo filme. Em maio de 2017, Jonah Hill foi escalado para o papel principal, com Scott Rudin, Eli Bush, Sebastian Bear-McClard como produtores, e com a A24 na distribuição.
Em abril de 2018, foi anunciado que Adam Sandler substituiria o papel de Jonah Hill. Ele foi a escolha original para estrelar o filme, sendo abordado para o papel em 2009, quando os Safdies tiveram a ideia do filme. No entanto, na época, ele recusou o papel. Em agosto de 2018, Eric Bogosian e Judd Hirsch juntaram-se ao elenco do filme. No mês seguinte, Lakeith Stanfield e Idina Menzel juntaram-se ao elenco, com a Netflix adquirindo direitos de distribuição internacional para o filme. Em outubro de 2018, foi revelado que The Weeknd, Trinidad James e Pom Klementieff juntaram-se ao elenco do filme. No mês subsequente, o jogador profissional de basquete Kevin Garnett juntou-se ao elenco. Os jogadores Amar'e Stoudemire e Joel Embiid também foram considerados para o papel.
As filmagens iniciaram-se em setembro de 2018, com a produção sendo concluída em 15 de novembro de 2018, e foram gravadas na cidade de Nova Iorque. O filme foi filmado por Darius Khondji numa bitola cinematográfica de 35 mm.
A trilha sonora do filme foi composta por Oneohtrix Point Never e lançada pela gravadora Warp Records.

## Lançamento
O filme teve sua estreia mundial no Festival de Cinema de Telluride em 30 de agosto de 2019. Também foi exibido no Festival Internacional de Cinema de Toronto em 9 de setembro de 2019. Está previsto um lançamento limitado nos Estados Unidos em 13 de dezembro de 2019, e internacionalmente pela Netflix em sua própria plataforma de streaming.

## Recepção

### Resposta da crítica

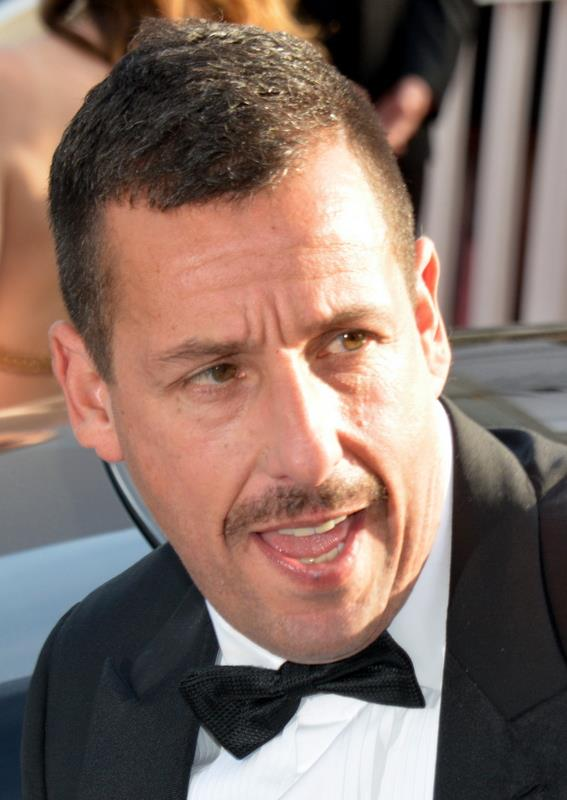
Adam Sandler foi amplamente aclamado por sua atuação, que foi considerado por muitos uma das melhores de sua carreira.

No agregador de resenhas Rotten Tomatoes, o filme recebeu uma pontuação de 95% com base em comentários de 64 críticos,com uma classificação média de 8,52 de 10. O consenso do site diz: "Uncut Gems reafirma os Safdies como mestres de indutores de ansiedade de cinema e prova que Adam Sandler continua sendo um ator dramático formidável quando recebe o material certo." No Metacritic, o filme recebeu uma pontuação média de 91 de 100, com base em 17 comentários, indicando "aclamação universal".
Eric Kohn do IndieWire deu ao filme uma nota A, chamando-o de "um fascinante ato numa corda bamba elevada, emparelhando visuais cósmicos com a energia arenosa de um suspense psicológico sombrio e repentinas explosões de comédia frenética". Jake Cole da Slant Magazine deu ao filme uma pontuação de 3,5 de 4 estrelas, escrevendo que "como em Good Time, Uncut Gems encontra os Safdies trabalhando no gênero enraizados na sujeira, baseado nos personagens de filmes policiais dos anos 70." Todd McCarthy da The Hollywood Reporter escreveu que "muitos vão concordar que esta é a melhor atuação de Sandler, e os Safdies finalmente passarão das margens da cena de filme comercial para algum lugar mais perto do centro." Rafaela Gomes do CinePOP, classificou a obra com uma nota cinco em cinco. "Uncut Gems é exatamente como seu próprio título: uma joia bruta, grosseira e hipnotizante que nos leva aos picos mais intensos de um Adam Sandler para o qual nenhum de nós estávamos preparados." Christopher Rosen, do Vanity Fair elogiou o filme e questionou a ausência de nomeação de Sandler ao Oscar de melhor ator "Uma excelente atuação que tem espaço para esse prêmio".   Wendy Ide do The Guardian classificou Uncut Gems como um dos melhores filmes, chamando-o de "audacioso, emocionante e cansativo", e a "atuação excepcional" de Sandler como uma das melhores atuações, e aclamou a cinematografia.

### Prêmios e Indicações
| Prêmio                     | Data da cerimônia      | Categoria       | Indicado                                     | Resultado |
| -------------------------- | ---------------------- | --------------- | -------------------------------------------- | --------- |
| Gotham Awards              | 2 de dezembro de 2019  | Melhor Filme    | Uncut Gems                                   | Indicado  |
| Gotham Awards              | 2 de dezembro de 2019  | Melhor Ator     | Adam Sandler                                 | Indicado  |
| Gotham Awards              | 2 de dezembro de 2019  | Ator Revelação  | Julia Fox                                    | Indicada  |
| National Board of Review   | Janeiro de 2020        | Melhor Ator     | Adam Sandler                                 | Venceu    |
| Prêmios Independent Spirit | 8 de fevereiro de 2020 | Melhor Filme    | Uncut Gems                                   | Indicado  |
| Prêmios Independent Spirit | 8 de fevereiro de 2020 | Melhor Diretor  | Benny Safdie e Josh Safdie                   | Venceu    |
| Prêmios Independent Spirit | 8 de fevereiro de 2020 | Melhor Ator     | Adam Sandler                                 | Venceu    |
| Prêmios Independent Spirit | 8 de fevereiro de 2020 | Melhor Roteiro  | Ronald Bronstein, Benny Safdie e Josh Safdie | Indicado  |
| Prêmios Independent Spirit | 8 de fevereiro de 2020 | Melhor Montagem | Ronald Bronstein e Benny Safdie              | Venceu    |
| Prêmios Satellite          | Fevereiro de 2019      | Melhor Filme    | Uncut Gems                                   | Indicado  |
| Prêmios Satellite          | Fevereiro de 2019      | Melhor Ator     | Adam Sandler                                 | Indicado  |